# Prismatoide
En geometría, un prismatoide es un poliedro cuyos vértices se encuentran en dos planos paralelos. Sus caras laterales pueden ser trapezoides o triángulos. Si ambos planos tienen el mismo número de vértices, y las caras laterales son paralelogramos o trapezoides, se conocen como prismoides.

## Área
Si las áreas de las dos caras paralelas son A1 y A3, el área de la sección del prismatoide con plano a mitad de camino entre las dos caras paralelas es A2, y la altura (la distancia entre las dos caras paralelas) es h, entonces el volumen del prismatoide está dado por:
{\displaystyle V={\frac {h(A_{1}+4A_{2}+A_{3})}{6}}}
(esta fórmula se deduce de integrar el área paralela a los dos planos de vértices mediante la regla de Simpson, ya que esta fórmula es exacta para la integración de polinomios de hasta tercer grado, y en este caso el área es como máximo una función cuadrática de la altura).
En el caso de que las bases del prismatoide y la sección intermedia sean polígonos regulares de n lados cada uno, la fórmula anterior tiene la expresión:
{\displaystyle V={\frac {nh(a^{2}+4b^{2}+c^{2})}{24\tan(180/n)}}}

donde n es el número de lados del polígono regular, a es el lado de una de las bases, b es el lado de la base intermedia, c es el lado de la otra base, y h es la altura del prismatoide.
Comprobar que ambas expresiones son equivalentes es sencillo, sabiendo que el área de un polígono regular de n lados se puede expresar como {\displaystyle A={\frac {n\ l^{2}}{4\tan(180/n)}}}, y que sustituyendo en esta fórmula {\displaystyle l} por a, b y c, se obtienen A1, A2 y A3.

## Familias de prismatoides
| Pirámides | Cuñas | Paralelepípedos | Prismas | Antiprismas | Antiprismas | Antiprismas | Cúpulas | Troncos |
| --------- | ----- | --------------- | ------- | ----------- | ----------- | ----------- | ------- | ------- |
|           |       |                 |         |             |             |             |         |         |

- Pirámide, en la cual uno de los planos consiste en un solo punto
- Cuña, en el cual uno de los planos solo contiene dos puntos
- Prisma, cuyos polígonos en cada plano son congruentes y unidos por rectángulos o paralelogramas
- Antiprisma, cuyos polígonos en cada plano son congruentes y unidos por una cinta alternada de triángulos
- Antiprisma cruzado
- Cúpulas, en qué el polígono en un plano contiene el doble de vértices que el otro, y está unido a él por rectángulos y triángulos alternados
- Tronco, obtenido truncando una pirámide
- Prismatoides hexahédricos con caras cuadradas:
  1. Paralelepípedo – seis caras de paralelas o de paralelogramo
  2. Romboedro – seis caras de rombo (caso especial como paralelepípedo oblicuo)
  3. Cuboides – seis caras rectangulares (paso particular del paralelepípedo también llamado paralelepípedo rectangular)
  4. Cubo – seis caras cuadradas (caso particular del ortoedro y del paralelepíoedo, también llamado hexaedro regular)
  5. Trapezoedros trigonales – seis caras congruentes de rombo
  6. Tronco cuadrilátero – una pirámide cuadrada de ápice truncada

## Dimensiones superiores

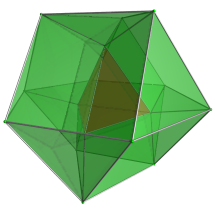
Una cúpula tetraédrica-cuboctaédrica.

En general, un politopo es prismatoidal si sus vértices existen en dos hiperplanos. Por ejemplo, en cuatro dimensiones, dos poliedros pueden colocarse en dos espacios tridimensionales paralelos, y conectados con lados poliédricos.